# Cứu quốc quân
Cứu quốc quân là tên gọi chung chỉ các đội du kích chống Pháp của Việt Nam ở chiến khu Bắc Sơn trong thời kỳ 1941-1945, sau khởi nghĩa Bắc Sơn năm 1940. Lực lượng vũ trang này có nhiệm vụ chiến đấu chống khủng bố, phát triển cơ sở cách mạng của Việt Minh, xây dựng và bảo vệ căn cứ địa. 
Chỉ huy của Cứu quốc quân là Chu Văn Tấn, Phùng Chí Kiên, Nguyễn Cao Đàm.
Lực lượng Cứu quốc quân gồm 3 trung đội. Trung đội thứ nhất gồm 52 người, thành lập ngày 14 tháng 2 năm 1941 ở Khuổi Nọi, thuộc xã Vũ Lễ, huyện Bắc Sơn, tỉnh Lạng Sơn. Trung đội thứ hai gồm 47 người, thành lập ngày 15 tháng 9 cùng năm ở Khuôn Mánh, xã Tràng Xá, Võ Nhai, Thái Nguyên. Trung đội thứ ba được thành lập 25 tháng 2 năm 1944 ở Khuổi Kịch (Sơn Dương, Tuyên Quang).
Theo Nghị quyết của Hội nghị quân sự cách mạng Bắc Kỳ tháng 4 năm 1945, ngày 15 tháng 5 năm 1945, Cứu quốc quân đã hợp nhất với Đội Việt Nam Tuyên truyền Giải phóng Quân, trở thành Việt Nam Giải phóng quân.